# Tomaspis fimbriolata
Tomaspis fimbriolata är en insektsart som först beskrevs av Carl Stål 1854.  Tomaspis fimbriolata ingår i släktet Tomaspis och familjen spottstritar. Inga underarter finns listade i Catalogue of Life.